# Amedeo Della Valle
Amedeo Della Valle ( 11. April 1993 in Alba, Piemont) ist ein italienischer Basketballspieler. Della Valle gewann mit der italienischen U20-Juniorenauswahl die Junioren-Europameisterschaft 2013 und wurde zum Most Valuable Player (MVP) des Turniers gewählt. Ein Jahr später brach er sein Studium in den Vereinigten Staaten ab und wurde professioneller Spieler bei Grissin Bon Reggio Emilia in der höchsten italienischen Spielklasse Lega Basket Serie A. Della Valle absolvierte zwischen 2014 und 2022 77 Spiele als Nationalspieler in der italienischen Herrenauswahl, in der sein Vater Carlo Della Valle ebenfalls bereits aktiv war.

## Karriere
Amedeo Della Valle spielte seit 2007 für die Jugendmannschaften des Vereins Junior Libertas aus Casale Monferrato im Piemont. Ab 2010 kam er auch in einzelnen Spielen in der Herrenmannschaft des Vereins in der zweithöchsten Spielklasse Legadue zum Einsatz. 2011 schaffte die Mannschaft nach dem ersten Hauptrundenplatz und dem Gewinn der Aufstiegs-Play-offs erstmals den Aufstieg in die höchste Spielklasse Lega Basket Serie A. Nach der U18-Jugendeuropameisterschaft 2011, bei der Della Valle in den letzten drei Spielen kaum mehr mitwirkte und Italien auf dem vierten Platz die Bronzemedaille verpasste, wechselte Della Valle in die Vereinigten Staaten, wo er an der „Prep School“ Henderson International in Henderson (Nevada) sich auf die Aufnahme eines Studiums in den USA vorbereitete. 2012 begann er ein Studium an der Ohio State University, wo er für die Hochschulmannschaft Buckeyes in der Big Ten Conference der NCAA spielte. Die Buckeyes gewannen 2013 das Meisterschaftsturnier der Big Ten, verloren jedoch das Viertelfinale Elite Eight im landesweiten NCAA-Endrundenturnier gegen die Überraschungsmannschaft Shockers der Wichita State University und verpassten damit die Teilnahme am Final-Four-Turnier. Bei der U20-Junioren-Europameisterschaft 2013 führte Della Valle die italienische Juniorenauswahl zum Turniersieg und wurde als bester Spieler des Turniers zum MVP ernannt. Die Buckeyes verpassten 2014 die Titelverteidigung in der Big Ten und schieden überraschend bereits in der ersten Runde beim Endrundenturnier gegen die Flyers der University of Dayton aus. Unzufrieden mit seinen Spielanteilen bei den Buckeyes brach Della Valle sein Studium an der Ohio State ab und wurde professioneller Spieler bei Grissin Bon aus Reggio nell’Emilia in der höchsten italienischen Spielklasse Serie A. Die Mannschaft gewann ohne Beteiligung von Della Valle als Ausrichter des Final-Four-Turniers in Bologna mit der EuroChallenge 2013/14 ihren ersten internationalen Vereinstitel. In der italienischen Meisterschaft, in der Della Valle nur noch zu einem einzelnen Kurzeinsatz kam, verlor Reggiana als Hauptrundensiebter in der ersten Play-off-Runde knapp in fünf Spielen gegen den bisherigen Serienmeister Montepaschi Siena. Trotzdem gehörte Della Valle im Sommer 2014 zum Aufgebot der italienischen Herren-Nationalmannschaft. Sein erstes Länderspiel bestritt Della Valle gegen die deutsche Basketballnationalmannschaft, gegen die er sieben Punkte beim 91:59-Erfolg bei einem Vorbereitungsturnier in Trient erzielte.